# Туманність Пісковий годинник
Туманність «Пісковий годинник» або «Гравірований пісковий годинник» (також за каталогом Мессьє знана як MyCn 18) — це молода планетарна туманність, розташована в південному сузір'ї Муха, приблизно за 8000 світлових років від Землі.
Менш відома, однойменна туманність, «Пісковий годинник» (NGC 6530) знаходиться в межах туманності Лагуна.

## Відкриття
Його відкрили Енні Джамп Кеннон і Маргарет В. Мейол під час роботи над розширеним каталогом Генрі Дрейпера (каталог створювався між 1918 і 1924 роками). У той час туманність була класифікована просто як мала слабка планетарна туманність.
Значно вдосконалені телескопи та методи отримання зображень дозволили Романо Кораді та Х'юго Шварцу у 1993 році виявити форму пісочного годинника туманності на зображеннях, зроблених у 1991—1992 роках у Європейській південній обсерваторії. За іншими даними, це відкриття зробили Рагвендра Сахаї та Джон Траугер у Лабораторії реактивного руху 18 січня 1996 року .
Саме ця форма піскового годинника дала назву планетарній туманності, її номенклатурна назва MyCn походить від роботи її першовідкривачів Кеннон та Мейол у 1940 році .

## Особливості
У 1996 році телескоп «Габбл» сфотографував туманність Пісковий годинник своєю ширококутною планетарною камерою 2. Це чітко виражена біполярна планетарна туманність .
Було припущено, що форма піскового годинника MyCn 18 виникла в результаті розширення швидкого зоряного вітру всередині хмари, щільнішої на екваторі, ніж на полюсах, яка повільно розширюється. Високоенергетичні зоряні вітри походять від зоряного об'єкта (зірки, що вмирає) в центрі туманності, його масивне ядро з важких елементів випромінює надзвичайно сильне магнітне поле. Складні магнітні поля викликають сплощені центральні кільця та появу світла, яке обумовлене викиданням з зірки, різних «оболонок» елементів, в цьому випадку гелію, азоту, кисню та вуглецю.

## Туманність «Пісковий годинник» у масовій культурі
- Туманність Пісковий годинник зображена на першій сторінці видання National Geographic за 1997 рік. Унікальний вигляд туманності спонукав редакцію журналу прокоментувати: «Завдяки телескопу Габбл астрономи зазирнули в космос на глибину в 8000 світлових років, і виявилося, що туманність Равлик (відома як „око бога“) дивився на нас».
- Туманність Пісковий годинник також була на обкладинці шостого студійного альбому «Binaural», американського рок-гурту Pearl Jam.
- Туманність Пісковий годинник з'являється у популярній відеогрі «Final Doom».
- Туманність зображена на плакаті лабораторії Європейської організації ядерних досліджень (CERN) у фільмі «Ангели і демони» .
- Туманність часто з'являється і була використана в мультсеріалі «Капітан Герлок: Нескінченна Одіссея»[en].
- Туманність з'являється у відеогрі «Mass Effect 2» серед інших туманностей.
- «The Hourglass Effect» (hourglass — означає пісковий годинник) — альбом, що випустив 2008 року британський гурт Shadowkeep[en].